# Um Barco e Nove Destinos
Um Barco e Nove Destinos (em bretão:  Lifeboat) é um filme estadunidense de 1944, dos gêneros guerra e suspense, dirigido por Alfred Hitchcock, e com roteiro baseado em história de John Steinbeck.
É considerado uma contribuição de Hitchcock ao esforço de guerra aliado, mas na época foi criticado pois teria mostrado os inimigos alemães de forma "positiva".

## Sinopse
Sobreviventes estadunidenses e britânicos se reúnem em um barco a remo, logo após o navio em que viajavam ter sido afundado por torpedos durante a II Guerra Mundial. O submarino alemão U-boat, que os atacara, também foi afundado na mesma hora. Eles resgatam da água um último sobrevivente, um alemão chamado Willi, que se dizia tripulante do submarino, mas na verdade era o capitão. Os náufragos aliados não confiam nele e descobrem suas mentiras, mas acabam tendo que se submeter à liderança do inimigo que demonstra ser o mais capacitado para guiá-los à quase impossível salvação. Mas os sobreviventes não sabem o preço que terão de pagar por essa decisão.

## Elenco
- Tallulah Bankhead .... Constance Porter
- William Bendix .... Gus Smith
- Walter Slezak .... Willi
- John Hodiak .... Kovac
- Mary Anderson .... Alice MacKenzie
- Henry Hull .... Charles D. 'Ritt' Rittenhouse
- Heather Angel .... Mrs.Higley
- Hume Cronyn .... Stanley 'Sparks' Garrett
- Canada Lee .... George 'Joe' Spencer

## Principais prêmios e indicações
Oscar 1945 (EUA)
- Indicado nas categorias de melhor diretor, melhor roteiro original e melhor fotografia em preto e branco.

Prêmio NYFCC 1944 (New York Film Critics Circle Awards, EUA)
- Venceu na categoria de melhor atriz (Tallulah Bankhead).